# مار بندجورابی معمولی
مار بندجورابی معمولی (نام علمی: Thamnophis sirtalis) نام یک گونه از سرده مار بندجورابی است.